# Ханни, Йоханнес-Андреас Яанович
Йоха́ннес-Андре́ас Я́анович Ха́нни (эст. Johannes-Andreas Hanni, 24 марта 1957, Валга, Тартуская область, Эстонская ССР, СССР — 6 ноября 1982, Таллин, Эстонская ССР, СССР) — советский серийный убийца, каннибал и насильник, действовавший на территории Эстонской ССР.

## Биография

### Детство, юность и первые преступления
Родился в Валга в семье баптистского пастора Яана Ханни (1927—2017), состоявшей из шести детей, был старшим из четырёх сыновей.  Впоследствии семья Ханни переехала в Кохтла-Ярве.
Родители Ханни отличались фанатичной религиозностью, не курили, не употребляли алкоголь, не сквернословили. Хотели, чтобы старший сын тоже стал священником. Воспитывали детей в строгости, в соответствии с Библией: перед едой и перед сном заставляли стоя на коленях читать молитвы, каждое воскресенье водили на богослужение в церковь, за любую провинность пороли розгами. Позднее Йоханнес-Андреас Ханни заявил, что из-за жестокого обращения ненавидел родителей, особенно отца. 
Подростком привлекался к уголовной ответственности, был приговорён к лишению свободы. Отбывал наказание в колонии для несовершеннолетних в Вильянди. В 1978 году снова был осуждён, приговорён к 3 годам лишения свободы. Обе судимости были за кражу.
11 декабря 1981 года женился на 23-летней Пилле Тоомла, с которой был знаком с 13 лет, она тоже была из семьи баптистов, и переписывался с ней во время отбывания срока в вильяндиской колонии. Пилле жила в Таллине, работала водителем троллейбуса. После свадьбы Ханни тоже переехал в Таллин, устроился работать официантом в ресторане гостиницы «Палас». Сам Ханни на момент совершения первого убийства работал помошником на кухне в престижном таллинском отеле Palace.
Имел склонность к бисексуальности, открыто изменял жене с другими мужчинами и женщинами. Во время интимной связи любил надевать женское бельё (ночная рубашка, бюстгальтер). 

### Убийства
В ночь на 6 марта 1982 года в таллинском районе Нымме на улице Валдеку Ханни убил, нанеся семь ударов ножом, моряка с острова Сааремаа Эймара Вибо. У убитого забрал обувь, документы, кошелёк, наручные часы и серебряное кольцо с инициалами «E.V.». Кроме того, убийца вырезал из мёртвого тела часть бедра и принёс его домой. Рассказал жене о преступлении и заявил, что хочет попробовать на вкус человеческую плоть. Вместе они зажарили вырезанную часть тела. Впоследствии Пилле Ханни вспоминала, что от куска человеческой плоти во время жарки исходил резкий запах, а сковороду невозможно было отмыть и пришлось выбросить. Жена маньяка будет в курсе и последующих преступлений мужа.
В ходе расследования убийства местные жители рассказали, что в ночь совершения преступления собаки во дворах частных домов издавали тревожный лай. Также нашли таксиста, который в ту ночь проезжал по улице Валдеку и видел драку двух мужчин. Со слов родственников убитого было составлено описание похищенных вещей. Дело об убийстве Эймара Вибо было взято на контроль первым заместителем министра внутренних дел Эстонской ССР (позже, в ходе следствия, выяснилось, что по совместительству Ханни работал разносчиком телеграмм в Нымме и именно из его рук вдова Эймара Вибо получала телеграммы с соболезнованиями).
Вечером 22 мая 1982 года в Йыхви маньяк забрался в частный дом на улице Леннуки, четырьмя ударами ножа убил 75-летнего белорусского пенсионера Ивана Сивицкого и отрезал ему гениталии, которые унёс с собой. Также из дома убитого преступник забрал пальто из искусственной кожи и фланелевую рубаху.
Расследованием убийства пенсионера в Йыхви занималось УВД Кохтла-Ярвеского района. Было установлено, что Иван Сивицкий конфликтовал со своими тремя зятьями. Под подозрение попал один из них — ранее судимый безработный алкоголик и дебошир Виталий Шамак. Вскоре его задержали. При обыске в доме подозреваемого были обнаружены четыре ножа и окровавленная одежда. Виталий Шамак заявил, что в то время, когда убили его тестя, он выпивал со знакомыми. Они подтвердили непричастность подозреваемого к убийству. Первоначально убийство Ивана Сивицкого в Йыхви не связывали с аналогичным убийством Эймара Вибо в Таллине.
В конце июля в Харьюском районе, в лесу между Лаагри и Сауэ, маньяк изнасиловал и тремя ударами ножа убил 45-летнюю Евгению Кольцову. У убитой забрал старый светло-розовый комбинезон, 30 копеек и билет на автобус.
Евгению Кольцову первоначально никто не искал, она была алкоголичкой и нигде не работала. Её тело было обнаружено только через два месяца, к этому времени оно сильно пострадало от диких животных. Личность убитой установили по найденным на месте преступления русскоязычной газете, на которой был указан адрес подписчика, и платку, который опознала дочь убитой.

### Последние преступления
Опасаясь, что жена выдаст его милиции, Ханни решил убить её. В ночь на 2 августа, когда она спала, маньяк нанёс ей два удара молотком по голове и лицу. Но в этот момент она пришла в сознание. Боясь, что крики жены разбудят соседей, убийца отказался от задуманного. Он сделал ей перевязку и доставил в травмпункт, где сказал, что на женщину напал незнакомец в парке Глена.
После покушения Пилле Ханни стала рассматривать возможность заявить на мужа в милицию и сохранила улики — молоток и постельное бельё со следами крови.   
Чтобы жена не выдала его милиции, Ханни решил совершить новое убийство вместе с ней. Супруги рассматривали варианты убийства, с последующим актом каннибализма, ребёнка или студента. В итоге в качестве жертвы решили выбрать водителя такси. Местом преступления выбрали таллинский район Нымме. Пилле Ханни должна была открыть дверь машины, чтобы её ранее судимый муж не оставил отпечатков пальцев, отвлечь внимание водителя, а после убийства отогнать машину с места преступления в конец улицы Тяхеторни, сам маньяк водить не умел. Была заготовлена запасная одежда, чтобы переодеться после убийства. 
Вечером 2 сентября супруги решили осуществить задуманное. Маньяк вручил жене нож, который она спрятала в сумочке. У остановки «Нымме» на Пярнуском шоссе они пытались поймать такси. Первый остановившийся таксист отказался ехать по указанному адресу. Подвезти супругов согласился второй таксист — Алар Киви. Он довёз их до улицы Ээре. Пилле Ханни вышла из «Волги», чтобы, согласно «легенде», зайти к знакомой. В это время сидевший на заднем сиденье Андреас Ханни нанёс таксисту удар ножом в шею, но он оказался не смертельным: Алар Киви сумел схватить лезвие ножа и вытащить его из шеи. Находившаяся в этот момент возле открытой передней двери машины Пилле Ханни не решилась, несмотря на требования мужа, ударить водителя ножом. Раненый таксист сумел открыть дверь и бежать. Убийца пытался его преследовать. Алар Киви смог добраться до первого дома, где местные жители оказали ему помощь, вызвали «скорую» и милицию. Пилле Ханни отогнала «Волгу» с места преступления (Андреас Ханни водить машину не умел). Машину бросили на бульваре Каскеде. Добычей преступников стали джинсовая куртка водителя и 27 рублей.

### Арест, следствие и смерть
В начале октября Пилле Ханни на работе на пишущей машинке составила текст явки с повинной начальнику таллинского уголовного розыска. Этот текст был обнаружен кем-то из коллег по работе, у которого вызвало подозрение упоминание о трёх убийствах и двух покушениях, и он обратился в милицию.
10 октября Йоханнес-Андреас Ханни был арестован. Он был вызван в кабинет к директору гостиницы «Палас», где его уже ждали сотрудники милиции. В кабинет вошёл элегантно одетый молодой человек с современной причёской, волосами цвета воронова крыла и тёмными усами. Перед этим в его квартире был проведён обыск, в ходе которого обнаружены вещи убитых, а также штык, нож, самодельный пистолет, набор отмычек, связки ключей, две пары кожаных перчаток и милицейская фуражка. Всё найденное во время обыска при аресте было выложено на столе в кабинете директора и представлено задержанному. На него сразу были надеты наручники. Маньяк во всём признался, но заявил, что ни в чём не раскаивается. Его показания были проверены и закреплены во время следственных экспериментов.
Жена маньяка также была арестована и дала показания, но отрицала участие в акте каннибализма.  
В ночь на 6 ноября Йоханнес-Андреас Ханни повесился в камере таллинского СИЗО. Перед этим он написал три письма — главному редактору журнала «Ноорус» («Молодёжь»), следователю и жене. Все письма были написаны очень грамотно. Судебно-психиатрическая экспертиза была посмертной, многое осталось неясным. В современной Эстонии многие криминалисты и журналисты склоняются к версии, что маньяк был вменяемым. В пользу вменяемости говорит и предсмертное письмо жене, в котором убийца просил у неё прощения, жаловался, что в тюрьме нет сигарет, и признавал, что ему грозит расстрел. Это письмо было сродни письму невиновного человека и среди прочего содержало такие строки: «Мне хотелось, чтобы всё было хорошо и красиво. Оказывается, — я не смог. Однако, больше возможностей представлено не было. Если тебе дадут похоронить моё тело... очень прошу тебя... Нежно погладь меня по голове один раз! Мне это было нужно при жизни. Даже моя мать об этом не подумала и предпочла своему сыну распятую фигуру...»
В СИЗО Ханни читал труд Карла Маркса «Капитал», книги по диалектике, психологии, анатомии человека. В своём самом большом предсмертном письме он рассказывал о своей жизни, о ненависти к религии и фанатикам. В письме главному редактору журнала Ханни критиковал теорию коммунизма и тех, кто находился в то время у власти. Маньяк боялся смертной казни; по его мнению это было страшное насилие; однако, свои преступления он не обсуждал. 

## Жена маньяка
По мнению психотерапевта Таллинского центра для женщин, страдающих от семейного насилия, Мирьям Пюве, у женщины была сильная привязанность к мужу-маньяку. Возможно, такую привязанность можно объяснить жизнью самой Пилле Ханни (Тоомла). Она родилась в рабочей семье, состоявшей из четырёх детей, была третьей дочерью, часто донашивала одежду старших сестёр. В детстве страдала косоглазием, после операции носила очки. В школе училась посредственно, в 6-м классе оставалась на второй год, впоследствии окончила вечернюю школу. Отношения с фанатично верующими родителями не сложились, в 15 лет она даже полгода жила у тётки. Первый раз вышла замуж в 18 лет, в следующем году родила ребёнка. Но отношения с мужем и свекровью тоже не сложились. Брак распался, когда первый муж из ревности избил её, ребёнка оставила у свекрови.
28 февраля 1983 года Верховный суд Эстонской ССР признал Пилле Ханни виновной в соучастии и укрывательстве преступлений. Прокурор требовал для неё 7 лет лишения свободы. Но приговор суда был более суровый — 12 лет. Позже срок был сокращён до 10 лет и 4 месяцев.  
Отбывала наказание в женской колонии в Харку. Освободилась в 1993 году. Сменила имя и фамилию и эмигрировала в Финляндию.
В 2008 году Пилле Ханни опубликовала автобиографическую книгу «Я любила хищника» (эст. Ma armastasin kiskjat ). Эта книга для многих в Эстонии стала шоком. Её раскритиковал психиатр Анти Лийв, бывший во время следствия в 1982 году в числе экспертов-криминалистов. По его мнению, вдова маньяка пыталась оправдать своё укрывательство и соучастие в преступлениях мужа и представить себя жертвой, хотя на самом деле её преступные действия носили добровольный и осознанный характер. Во время следствия Пилле Ханни объясняла укрывательство преступлений мужа любовью к нему: она призналась, что когда она узнала о первом убийстве, интимные отношения с мужем были особенно страстными; также она призналась, что согласилась принять участие в преступлении после того, как муж пригрозил в случае отказа прекратить с ней всякие отношения.

### Комментарии
1. ↑  Эстонские топонимы, оканчивающиеся на -а, не склоняются и не имеют женского рода (исключение — Нарва)